# Dickit
Dickit ist ein eher selten vorkommendes Mineral aus der Mineralklasse der „Silikate und Germanate“ mit der chemischen Zusammensetzung Al4[(OH)8|Si4O10] und damit chemisch gesehen ein Aluminium-Silikat mit zusätzlichen Hydroxidionen. Strukturell gehört er zu den Schichtsilikaten.
Dickit kristallisiert im monoklinen Kristallsystem und entwickelt kleine, tafelige und pseudohexagonale Kristalle von wenigen Millimetern Durchmesser. Meist findet er sich in Form plattiger, erdiger oder massiger Mineral-Aggregate, wobei die aufeinander gestapelten Kristalltäfelchen gelegentlich ein bücherähnliches Aussehen haben. In reiner Form ist Dickit farblos und durchsichtig. Da es allerdings überwiegend in polykristalliner Ausbildung vorkommt, erscheint er aufgrund vielfacher Lichtbrechung meist weiß mit seidenähnlichem Glanz auf den Oberflächen. Durch Fremdbeimengungen kann er aber auch eine gelbliche Farbe annehmen, wobei die Transparenz entsprechend abnimmt.

## Etymologie und Geschichte
Erstmals entdeckt wurde Dickit im Bergwerk „Pant-y-Gaseg“ bei Amlwch auf der vor der Nordwestküste von Wales liegenden Insel Anglesey. Beschrieben wurde das Mineral erstmals durch den schottischen Metallurgen und Chemiker Allan Brugh Dick (1833–1926), der sich allgemein mit den Mineralen von Anglesey beschäftigte und deren Eigenschaften ausführlich beschrieb. 1930 griffen Clarence S. Ross und Paul F. Kerr seinen Bericht auf und benannten das neu entdeckte Mineral nach seinem Erstbeschreiber.
Da der Dickit bereits lange vor der Gründung der International Mineralogical Association (IMA) bekannt und als eigenständige Mineralart anerkannt war, wurde dies von ihrer Commission on New Minerals, Nomenclature and Classification (CNMNC) übernommen und bezeichnet den Dickit als sogenanntes „grandfathered“ (G) Mineral. Die seit 2021 ebenfalls von der IMA/CNMNC anerkannte Kurzbezeichnung (auch Mineral-Symbol) von Dickit lautet „Dck“.
Ein Aufbewahrungsort für das Typmaterial des Minerals ist nicht bekannt.

## Klassifikation
In der veralteten 8. Auflage der Mineralsystematik nach Strunz gehörte der Dickit zur Mineralklasse der „Silikate“ und dort zur Abteilung „Schichtsilikate (Phyllosilikate)“, wo er gemeinsam mit Kaolinit und Nakrit in der „Kaolinit-Reihe (dioktaedrisch)“ mit der Systemnummer VIII/E.10a steht.
In der zuletzt 2018 überarbeiteten Lapis-Systematik nach Stefan Weiß, die formal auf der alten Systematik von Karl Hugo Strunz in der 8. Auflage basiert, erhielt das Mineral die System- und Mineralnummer VIII/H.25-020. Dies entspricht ebenfalls der Abteilung „Schichtsilikate“, wo Dickit zusammen mit Halloysit, Kaolinit und Nakrit die „Kaolinitgruppe“ mit der Systemnummer VIII/H.25 bildet.
Die von der International Mineralogical Association (IMA) zuletzt 2009 aktualisierte 9. Auflage der Strunz’schen Mineralsystematik ordnet den Dickit in die erweiterte Klasse der „Silikate und Germanate“, dort aber ebenfalls in die Abteilung „Schichtsilikate (Phyllosilikate)“ ein. Diese ist allerdings weiter unterteilt nach der Struktur der Silikatschichten, so dass das Mineral entsprechend seinem Aufbau in der Unterabteilung „Schichtsilikate (Phyllosilikate) mit Kaolinitschichten, zusammengesetzt aus tetraedrischen und oktaedrischen Netzen“ zu finden ist, wo es zusammen mit Kaolinit und Nakrit die „Kaolinitgruppe“ mit der Systemnummer 9.ED.05 bildet.
In der vorwiegend im englischen Sprachraum gebräuchlichen Systematik der Minerale nach Dana hat Dickit die System- und Mineralnummer 71.01.01.01. Auch dies entspricht der Klasse der „Silikate“ und dort der Abteilung „Schichtsilikatminerale“. Hier findet er sich innerhalb der Unterabteilung „Schichtsilikate: Schichten von sechsgliedrigen Ringen mit 1:1-Lagen“ in der  „Kaolinitgruppe“, in der auch Kaolinit, Nakrit, Halloysit, Endellit und Odinit eingeordnet sind.

## Kristallstruktur
Dickit kristallisiert monoklin in der Raumgruppe Cc (Raumgruppen-Nr. 9) mit den Gitterparametern a = 5,15 Å; b = 8,94 Å; c = 14,42 Å und β = 96,7° sowie zwei Formeleinheiten pro Elementarzelle.

## Eigenschaften
Beim Erhitzen verliert Dickit ab einer Temperatur von 510 °C bis 575 °C sein konstitutionell gebundenes Kristallwasser.

## Modifikationen und Varietäten
Dickit bildet mit Halloysit, Kaolinit und Nakrit eine polymorphe Serie, das heißt alle Minerale haben zwar dieselbe chemische Zusammensetzung, kristallisieren jedoch in unterschiedlichen Kristallsystemen oder innerhalb eines Kristallsystems in unterschiedlichen Raumgruppen.

## Bildung und Fundorte

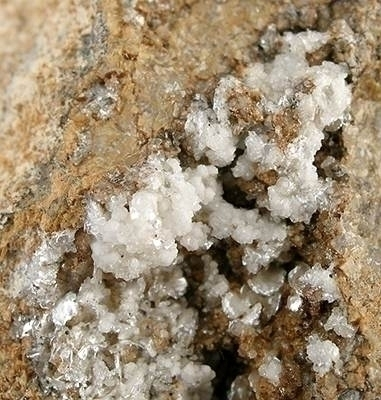
Dickit aus der „Magmont Mine“, Bixby, Iron County (Missouri), USA (Gesamtgröße: 7,0 × 4,5 × 4,2 cm)

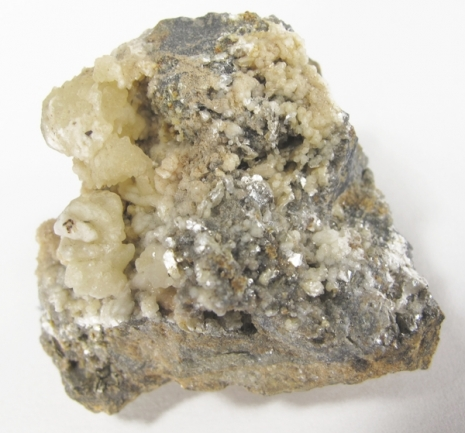
Dickit aus Mas d'Alary, Lodève, Frankreich (Größe: 4,2 × 3,8 × 2,8 cm)

Dickit bildet sich in Hohlräumen hydrothermaler Gänge, wo er meist in Paragenese mit Quarz oder dessen Varietät Chalcedon sowie mit verschiedenen Carbonaten und/oder Sulfiden auftritt.
Als eher seltene Mineralbildung kann Dickit an verschiedenen Fundorten zum Teil zwar reichlich vorhanden sein, insgesamt ist er aber wenig verbreitet. Weltweit sind bisher über 700 Vorkommen dokumentiert. Neben seiner Typlokalität „Pant-y-Gaseg“ bei Amlwch (Wales) trat das Mineral im Vereinigten Königreich unter anderem noch an mehreren Stellen in den englischen Grafschaften Cornwall und Cumbria (England), bei Lochgilphead in der schottischen Region Strathclyde sowie an weiteren Orten in Wales wie beispielsweise im Neath Port Talbot und Rhondda Cynon Taf auf.
Bedeutende Mengen des Minerals wurden unter anderem bei Kara Čeku in Zentralkasachstan entdeckt.
In Deutschland konnte das Mineral unter anderem im Wildschapbachtal und bei Triberg im Schwarzwald in Baden-Württemberg, bei Sankt Andreasberg in Niedersachsen, an mehreren Stellen im Bergischen Land, dem Ruhrgebiet, im Sauerland und Siegerland in Nordrhein-Westfalen, an vielen Stellen in der Eifel von Nordrhein-Westfalen bis Rheinland-Pfalz, an einigen Stellen im sächsischen Erzgebirge (Altenberg, Schneeberg) sowie bei Ronneburg und Weida in Thüringen gefunden werden.
In Österreich wurde Dickit bisher nur an wenigen Fundpunkten in Kärnten, unter anderem in der Kreuzeckgruppe und bei Bleiburg, in den Salzburger Hohen Tauern sowie in der Gemeinde Sankt Stefan ob Leoben und dem Bezirk Murau in der Steiermark gefunden.
In der Schweiz fand man das Mineral bisher in der Gemeinde Scuol, in Splügen (Gemeinde Rheinwald) und dem Val Renastga im Kanton Graubünden, in der „Grube Lengenbach“ im Binntal im Kanton Wallis und in Gesteinsproben nahe Airolo, die beim Bau des Gotthardtunnels untersucht wurden.
Weitere Fundorte liegen unter anderem in Afghanistan, Argentinien, Armenien, Australien, Belgien, Bolivien, Brasilien, Bulgarien, Chile, China, Ecuador, Frankreich, Georgien, Griechenland, Indien, Indonesien, Italien, Japan, Kanada, Kasachstan, im Kosovo, in Kirgisistan, Luxemburg, Malaysia, Marokko, Mexiko, der Mongolei, den Niederlanden, in Neuseeland, Norwegen, Panama, Papua-Neuguinea, Peru, den Philippinen, in Polen, Rumänien, Russland, Schweden, Serbien, der Slowakei, Spanien, Südafrika, Südkorea, Tadschikistan, der Türkei, Tschechien, der Ukraine, in Ungarn, Usbekistan, dem Vereinigten Königreich (Großbritannien) und den Vereinigten Staaten von Amerika (USA).